# Evangelische Kirche (Ransbach)

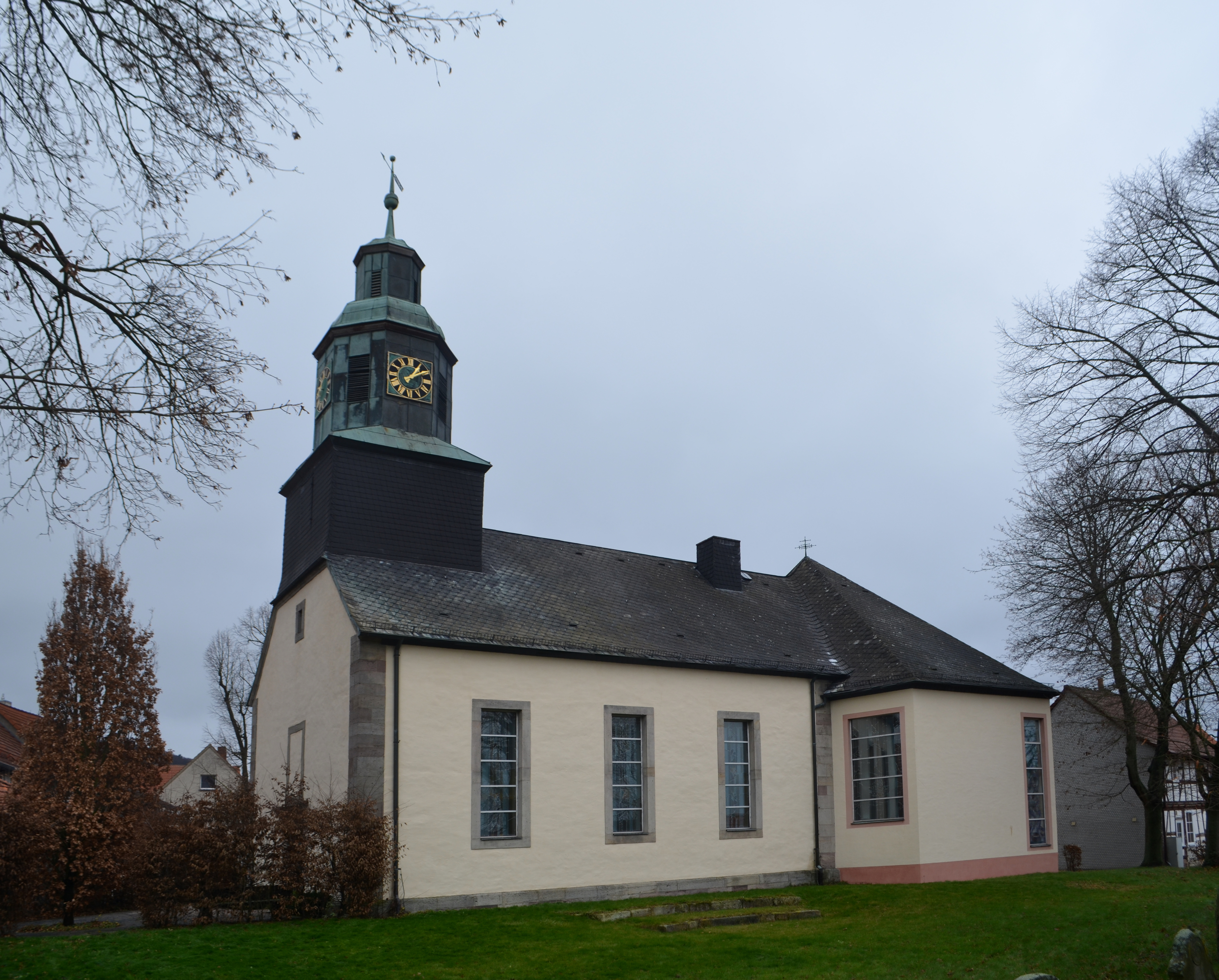
Evangelische Kirche in Ransbach

Die evangelische Kirche Ransbach ist ein denkmalgeschütztes Kirchengebäude in Ransbach, einem Ortsteil der Gemeinde Hohenroda im Landkreis Hersfeld-Rotenburg in Hessen. Die Pfarrkirche gehört zum Kirchspiel Schenklengsfeld im Kirchenkreis Hersfeld-Rotenburg im Sprengel Hanau-Hersfeld der Evangelischen Kirche von Kurhessen-Waldeck.

## Beschreibung
Die Saalkirche wurde 1764/65 an der Stelle eines Vorgängerbaus errichtet. Das Kirchenschiff hatte ursprünglich im Osten einen dreiseitigen Abschluss. Es wurde 1965/66 nach einem Entwurf von Willi Kirschner um einen sechseckigen Anbau nach Osten erweitert. Aus dem Satteldach des Kirchenschiffs erhebt sich im Westen ein quadratischer Dachreiter, der einen achteckigen Aufsatz hat, der die Turmuhr und hinter den Klangarkaden den Glockenstuhl beherbergt. Darauf sitzt eine glockenförmige Haube, die von einer Laterne gekrönt ist.